# Francis "Rocco" Prestia
Francis "Rocco" Prestia, född 7 mars 1951 i Sonora i Kalifornien, död 29 september 2020 i Las Vegas i Nevada, var en amerikansk funkbasist, känd från bandet Tower of Power. Han spelade på sitt unika Finger Style Funk-vis och han har influerat många moderna basister, bland andra Jaco Pastorius.